# アール・メドウス
アール・エルマー・メドウス(Earle Elmer Meadows、1913年6月29日-1992年11月11日)は、アメリカ合衆国の元陸上競技選手。

## 経歴
棒高跳の選手として1936年ベルリンオリンピックに出場、4m35の記録で日本の西田修平、大江季雄らを抑え金メダルを獲得した。メドウスの跳躍は、レニ・リーフェンシュタールの記録映画「オリンピア」で描かれている。ただし、これは競技後に行われた撮り直しのものであって実際の競技映像ではない。
メドウスは,1937年に4.48m、4.54mと立て続けに世界新記録を樹立している。